# Gerbilliscus leucogaster
Gerbilliscus leucogaster — вид гризунів, що мешкає в Анголі, Ботсвані, Демократичній Республіці Конго, Кенії, Малаві, Мозамбіку, Намібії, Південній Африці, Есватіні, Танзанії, Уганді, Замбії та Зімбабве. Його природними середовищами існування є сухі савани, субтропічні або тропічні сухі чагарники, субтропічні або тропічні сухі низинні луки та спекотні пустелі. Старіші джерела відносять його до роду Tatera.
Gerbilliscus leucogaster класифікують як зерноїдно-комахоїдних, але ця піщанка також харчується травами, якщо її улюблені продукти недоступні, і зазвичай це робиться в сухий сезон. Розмноження відбувається у вологий сезон (з вересня по квітень), час розмноження залежить від кількості опадів. Середній розмір виводку становить від чотирьох до п'яти.